# استرپتوکوک آگالاکتیه
استرپتوکوک آگالاکتیه (Streptococcus agalactiae) یا استرپتوکوک‌های گروه B، گونه‌ای بتا همولیتیک از استرپتوکوک است.

## مورفولوژی
استرپتوکوک آگالاکتیه به شکل دیپلوکوک (جفت کوکسی) گرم مثبت در زیر میکروسکوپ دیده می‌شود. این باکتری کاتالاز منفی و غیر متحرک است. استرپتوکوک آگالاکتیه به شکل جفت یا زنجیره‌های کوتاه دیده می‌شود.

## تشخیص آزمایشگاهی

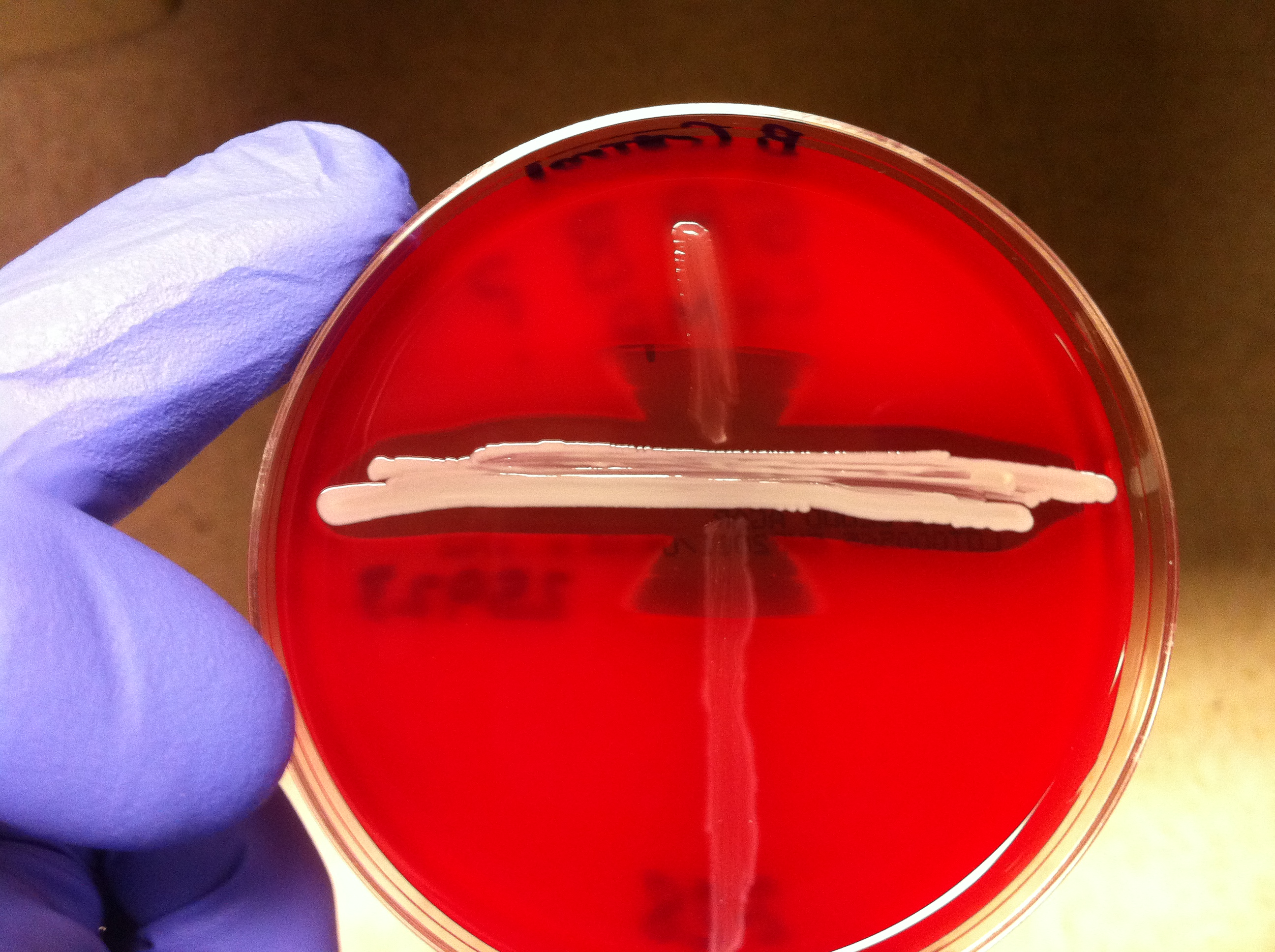
واکنش مثبت CAMP که به شکل پیکان جهت دار در محل تقاطع رشد استرپتوکوک آگالاکتیه و استافیلوکوک اورئوس (خط سفید افقی) دیده می‌شود.

از تست‌های CAMP و هیدرولیز هیپورات سدیم برای تشخیص استرپتوکوک گالاکتیه استفاده می‌شود. هر دو تست در مورد این باکتری، مثبت است. این باکتری به صفرا حساس است و در حضور آن، لیز می‌شود. کپسول پلی ساکاریدی و ضد فاگوسیتی استرپتوکوک آگالاکتیه مهمترین فاکتور بیماریزایی است.

## سروتیپ‌ها
استرپتوکوک آگالاکتیه بر اساس آنتی سرم‌های واکنش دهنده با کپسول پلی ساکاریدی، به ۹ سروتیپ تقسیم‌بندی می‌شود. فقط سروتیپ‌های Ia و Ib و II و III و V مرتبط با عفونت‌های مهاجم انسانی می‌باشند.

## اهمیت بالینی
این باکتری، فلور نرمال روده در برخی انسان‌ها است و می‌تواند جایگاه‌های ثانویه مانند واژن را در زنان (۱۰٪ تا ۳۰٪) کلونیزه کند. در هنگام تولد و عبور نوزاد از کانال زایمان، نوزاد می‌تواند آلوده شود. عفونت در نوزادان به شکل مننژیت، پنومونی و سپتی سمی (عفونت خون) خود را نشان می‌دهد. اگر عفونت قبل از اتمام هفته اول (روزهای ۰ تا ۷) در نوزاد ایجاد شود، به آن هجوم اولیه (Early-onset) می‌گویند که به صورت سپتی سمی مایل به پنومونی تظاهر می‌یابد. اگر عفونت پس از اتمام هفته اول (روزهای ۷ تا ۹۰) در نوزاد ایجاد شود، به آن هجوم تأخیری (late-onset) می‌گویند که به صورت سپتی سمی مایل به مننژیت تظاهر می‌یابد. علائم مننژیت در کودکان شبیه مننژیت بالغین نیست مانند عدم وجود سفتی گردن و وجود نشانه‌های غیر اختصاصی مانند تب و استفراغ که پیامد آن، تشخیص دیرتر بیماری خواهد بود.

## پیشگیری
درمان پیشگیرانه با آنتی‌بیوتیک‌ها مانند پنی سیلین در هنگام تولد بچه، احتمال عفونت را کاهش می‌دهد. هنوز پژوهش‌ها در مورد ساخت واکسن استرپتوکوک آگالاکتیه ادامه دارد.

## عفونت در سایر جانوران
این باکتری در بسیاری از پستانداران مانند شتر، سگ، گربه، دولفین، فک و حتی خزندگان و ماهی‌ها دیده شده‌است. این باکتری در گاو ایجاد ماستیت (ورم پستان) می‌کند که به شکل‌های تب زای حاد و مزمن تحت حاد دیده می‌شود. این امر موجب کاهش تولید شیر در گاو می‌شود (آگالاکتیه در لغت به معنای بدون شیر است). از این رو در صنعت دامپروری اهمیت ویژه‌ای دارد.